# Tingbjerg Kirke
Tingbjerg Kirke fik sit eget sogn i 1984 (udskilt fra Brønshøj Sogn). Kirken blev i 2009 landskendt, da sognepræsten Ulrich Vogel angiveligt gik under jorden og fraflyttede præsteboligen efter langvarig chikane.

## Historie
Tingbjerg-bebyggelsen, der er tegnet af den kendte arkitekt Steen Eiler-Rasmussen, blev påbegyndt i 1957. Foreløbigt sidste skud på stammen er Utterslevhuse, der kom til sidst i 90'erne.
Oprindeligt et typisk ”arbejderkvarter”, er Tingbjerg i dag først og fremmest præget af sin kulturelle mangfoldighed. Folk med anden etnisk baggrund end dansk repræsenterer langt over halvdelen af befolkningen på ca. 6.700.
Sådan var det ikke dengang, man begyndte at tale om at bygge kirke herude. Nogle syntes bare, at der var lidt langt til Husumvold Kirke, som Tingbjerg dengang hørte under. I mellemtiden var der både kommet forretninger og busser til bydelen, så hvorfor ingen kirke? Desuden herskede der en følelse af at ville gå nye veje – også indenfor kirken.
Derfor endte det også med, at man foretrak arkitekt Kaj Lyngfeldt Larsens tegninger frem for Steen Eiler-Rasmussens mere traditionelle forslag, hvilket han efter sigende var meget ked af dengang.
I september 1983 stod kirken færdig og indviedes af biskop Ole Bertelsen. Set udefra lignede den nu ikke så meget en kirke. Den skulle glide ind i den øvrige bebyggelse og alligevel skille sig ud. Derfor valgte man at kalke den nybodergul – eller saxogadegul som er den helt rigtige betegnelse. Så kunne folk allerede på afstand se, at der var spræl i kirken og kristne ikke altid behøver at glide ind, men også må svømme mod strømmen.
Til at begynde med havde kirken, hverken et orgel eller et klokketårn, som i dag er fritstående, forsynet med et forgyldt kors på toppen. Tårnet var der i øvrigt en del diskussioner om: Skulle man ikke hellere bygge en vindmølle i stedet for? Der var hele to afstemninger, inden det stod klart, at kirken naturligvis også skulle have et tårn. I den første lange tid blev klokkerne ringet manuelt, så man kunne høre, hvem der stod for tjenesten denne dag.
I dag er klokkerne for længst automatiserede, så der ikke længere kan høres forskel.
Men de mennesker, der opsøger Tingbjerg Kirke, er stadigvæk meget forskellige.
En flok ”sjove originaler”, som én en gang har udtrykt det. Det kunne der skrives mange historier om. Som dengang, biskoppen skulle præsentere ansøgere til en præstestilling og en fra menighedsrådet lige pludselig afbrød og spurgte den høje gæst: ”Sig mig engang, hvem er du i grunden?” Eller da hans forgænger, der ofte gæstede kirken, blev bedt om at samle noget strikkegarn op under selve gudstjenesten. Det er altid menneskene, der kommer i en kirke, der sætter deres præg på den. Men omvendt gør bygningen jo også noget ved menneskene.

## Nutid
Betræder man kirken ad hovedindgangen, møder man glaskunstnerens fine glasdøre, der symboliserer livets træ. Ingen skal være i tvivl: Det er væksten – mod Gud, mod evigheden, mod erkendelsen, der skal stå i centrum for kirkens liv. Ingen skal trynes, men alle skulle gerne føle, hvordan de kan åbne sig for livet og få nye kræfter.
Den oprindelige dør blev sprængt bort en nytårsnat – den nuværende er lidt mindre blå i sin udformning.
Men tanken er stadigvæk den samme – kirkens anliggende er det at hente lidt af himmelen ind i hverdagen.
Døren er tegnet af den internationalt kendte kunstner Peter Brandes.
I våbenhuset kan man se, at kirken kun har haft fire præster i de sidste 31 år, i hvert fald hvis man ikke tæller vikarerne med. Det drejer sig om følgende personer:
- 1983 - 1991 Hans Anker Jørgensen
- 1985 - 1995 Karen-Marie Mortensen
- 1992 - 2015 Ulrich Paul Georg Vogel
- 1996 - 2003 Ellen Margrethe Christensen
- 2015 - Mette Basbøll

Mange husker stadigvæk den karismatiske Hans Anker Jørgensen.
Med sit lange hår og sin høje statur lignede han lidt Jesus. Anker, som folk kaldte ham. Ligesom den daværende statsminister. For ham spillede musikken en meget vigtig rolle. Og nutidigheden. Derfor blev der arbejdet meget med at være kirke i øjenhøjde og tage nutidige livsytringer med ind i kirkerummet. Blandt andet skrev han mange af sine flotte salmer i denne periode og hans kone, Merete Wendler, satte musik til dem. Nogle var chokerede, andre begejstrede. Hans Jens Vejmand prædiken. Eller salmen, der nævner en aftenbajer. Det var man ikke vant til dengang.

### Selve kirkerummet
For ham og det daværende menighedsråd var det vigtigt med en demokratisk opbygning af selve kirkerummet. Ingen skulle være hævet over nogle andre. Man skulle kunne se hinanden i øjnene. Og man skulle sidde godt. Der skulle hellere ikke være noget knæfald. Folk skulle møde Vorherre med oprejst pande.
Resultatet blev et meget smukt og enkelt rum. I mange år var det orglet, der dominerede rummet. Det er et meget smukt og fint afstemt instrument bygget af orgelfirmaet Jensen og Thomsen med fjorten stemmer, to manualer og pedal. Musikken spiller stadigvæk en meget vigtig rolle for gudstjenestelivet i Tingbjerg Kirke. Det er også derfor, der oveni orglet findes et PH-klaver i selve kirkerummet – noget musik lyder bare bedre på klaver.
Først ved en nænsom renovering i 2004 blev der tilføjet rummet et par ekstra elementer, der har givet kirken dens nuværende udformning. Tanken var at flytte fokus fra orglet over til altret. Således blev der bevidst skabt en akse gennem rummet, der peger mod altret og et stort, fritsvævende kors af messing, tegnet af kirkens nuværende arkitekt Lars Jensen og smukt udført af gørtleren Per Sattrup Hansen. Det havde nemlig mange undret sig over i de mellemliggende år og spurgt, hvorfor der ikke fandtes noget kors, nu det var en kristen kirke.
Korset har de samme fine linjer som kirkens messinglysestager, der tændes ved hver eneste gudstjeneste og handling – de levende lys understreger den levende menighed.
Korset fremtræder særligt iøjefaldende, idet der bagved hænger en mørkeblå gobelin syet af den nordsjællandske tekstilkunstner Elisabeth Hofman. Ser man helt nøje efter, så opdager man, at der i det mørkeblå stof af det svenske firma Pelle Vævare er syet små gyldne kors i. Gobelinet symboliserer Jakobsstigen. At der i gudstjenesten formuleres et håb, der løfter os op på livets grønne krone og op til evighedens trone.
Samtidig blev der etableret en egentlig prædikestol, der korresponderer fint med de fire sangerpulte. Sjovt nok bliver den ikke brugt ret mange gange, idet vores nuværende præst for det meste bevæger sig frit rundt i rummet og gør meget ud af at inddrage kirkegængerne i en dialog. Prædikestolen er udstyret med en kopi af et værk af den schweiziske kunstner Johannes Itten. Det blev malet under første verdenskrig og hedder ”Mødet”. Sådan skal en gudstjeneste være: et godt møde mellem mennesker og endnu mere et møde mellem Gud og mennesket. Som man kan se, så forestiller billedet to spiraler, der er vævet ind i hinanden. Sådan skal Guds ord høres – at det væver sig ind i vores liv og gør mødet med ham til en berigelse og noget, der ikke slipper os.
Det er jo også noget af det, der sker under nadveren. At Gud ligesom tager bolig i os og giver os ny kraft. De hellige kar, lysestager m.v. er tegnet af Mogens Koch, Kaare Klint og Kaj Lyngfeldt Larsen. De sidste mange år har der været tradition for, at præsten skifter til messetøj under nadveren. Det understreger det højtidelige ved, at Gud kommer så tæt på sine mennesker. Messetøjet følger kirkeårets farver: Hvid til højtiderne – Vorherre skal være som en sol over vores liv, bodsfarven violet i fastetiden og adventstiden,. som i gamle dage ligeledes var en fastetid, grøn i trinitatistiden, der skal symbolisere kirkens vækst, og endelig rødt til pinse og 2. juledag, kærlighedens hjertefarve, som Gud vil indplante vort liv. Kirkens messehagler er syet og designet af Elisabeth Hofman, foruden to ældre messehagler til faste- og trinitatistiden samt stolaer til alle kirkeårets farver, der er vævet af Trine Ellitsgaard.
Døbefonten er ganske enkel og til at flytte. Det gør at rummet giver mulighed for at anvende det uden forhindringer, for eksempel til kirkens fastelavnsspil.
Ovenover døbefonten har man mulighed for at lægge en af Lars Jensen tegnet installation fyldt med sand til lystænding.
Den bruges ofte til forbøn ved større anledninger samt til kirkens Ulvetime, den velbesøgte gudstjeneste for forældre og deres børn.
Når der er mange børn, får de ofte lov til at ringe bedeslagene med den klokke, der stadigvæk hænger i selve kirkerummet fra dengang, der endnu ikke fandtes et tårn. Den ringes så også til enhver bisættelse i kirken efter jordpåkastelsen.

### Kirkens øvrige lokaler
Kirken kan udvidedes fra de ca. 80 siddepladser til flere hundrede, idet den tilstødende mødesal formedelst foldedøre kan blive inddraget. Ellers tjener den som lokale for kirkens mangeartede spisninger, kirkemiddage, familiemiddage og kirkefrokoster. ”Sikke I spiser i den kirke”, er der nogle, der har bemærket og det er ganske rigtig set.
Men gudstjenestefællesskab og madfællesskab danner en fin enhed – der menes noget med at være sammen.
På mødesalens nordlige væg blev der i 2007 installeret en aflagt altertavle fra Frihavnskirken i København. Den forestiller et traditionelt korsfæstelsesmotiv i massiv eg, der føjer sig smukt ind i kirkens øvrige stil. Korsfæstelsesgruppen er skåret i 1946 af kunstneren Astrid Noack, efter en tegning af maleren/arkitekten Georg Jacobsen i 1905.

## Eksterne kilder og henvisninger
- Tingbjerg Kirke Arkiveret 31. januar 2011 hos  Wayback Machine hos nordenskirker.dk
- Tingbjerg Kirke hos KortTilKirken.dk
- Tingbjerg Kirkes hjemmeside